# Nun ist das Heil und die Kraft
Nun ist das Heil und die Kraft (BWV 50) ist ein Kantatensatz von Johann Sebastian Bach.

## Entstehung
Der doppelchörige Satz bildete vermutlich den Eröffnungs- oder Schlusssatz einer großen Kantate zum Michaelisfest. Als mögliches Datum der ersten Aufführung wird der 29. September 1723 vorgeschlagen, doch ist dies unsicher.
Ein Autograph Bachs ist nicht erhalten, allerdings findet sich in einer Abschrift der Partitur von der Hand Johann Philipp Kirnbergers der Name des Komponisten verzeichnet.

## Thematik
Der Text „Nun ist das Heil und die Kraft und das Reich und die Macht unsers Gottes seines Christus worden, weil der verworfen ist, der sie verklagete Tag und Nacht vor Gott“ ist in der lutherischen Liturgie einzig dem Michaelistag, dem Fest des Erzengels Michael und aller Engel, zugeordnet. Eine „Stimme im Himmel“ proklamiert damit das Ende des Kampfs zwischen Michael und dem Drachen und den Sieg des erhöhten Christus über die Mächte der Finsternis.

## Besetzung
- Doppelchor: Sopran, Alt, Tenor, Bass in zwei Chören
- Orchester: 3 Trompeten, Pauken, 3 Oboen, Violine I/II, Viola, Basso continuo

## Besonderheiten

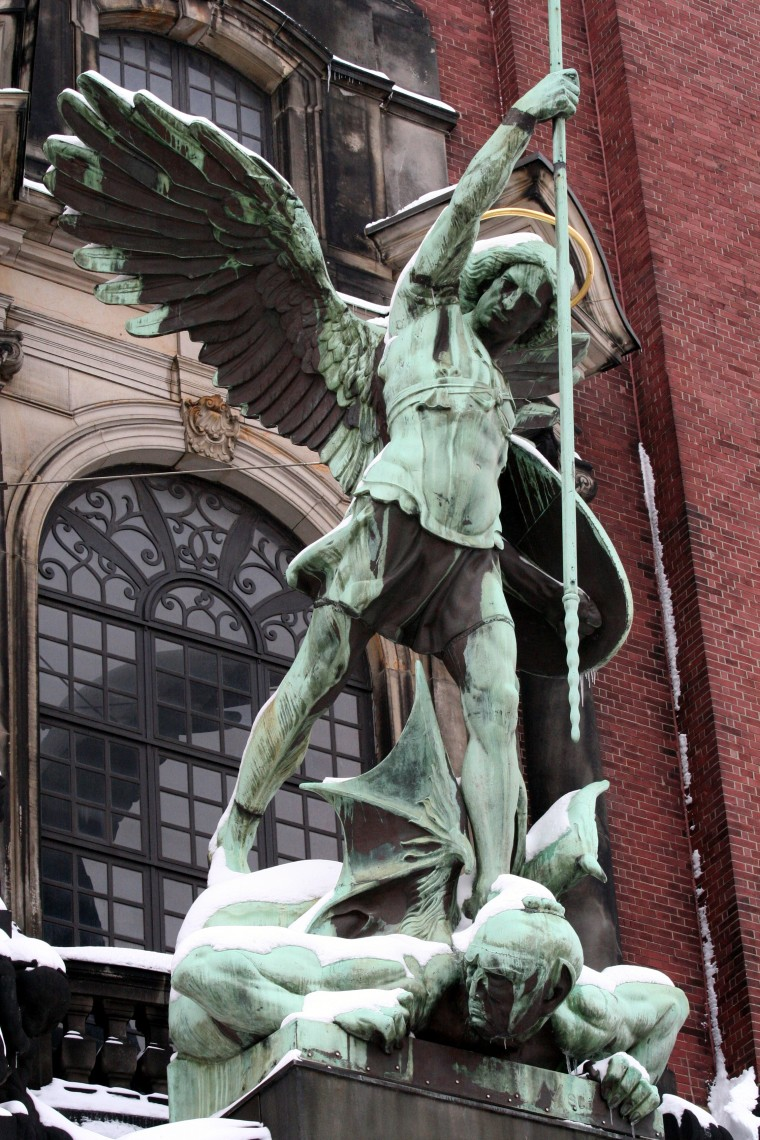
Der Erzengel Michael als Sieger über den Drachen, neobarocke Portalskulptur an der Hamburger Michaeliskirche

Das Stück ist ein doppelchöriger Satz, der vermutlich den Eröffnungs- oder Schlusschor einer Kantate zum Michaelistag bildete. Die Besetzung mit doppeltem Chor, Trompeten, Pauken, Oboen und Streichern erforderte einen großen Aufwand, der den eines regulären Gottesdienstes bei weitem überstieg, es ist keine Kirchenkantate Bachs erhalten, in der ein Doppelchor vorkommt. Aus Bachs kirchenmusikalischem Schaffen sind lediglich zwei weitere doppelchörige Werke mit Orchester bekannt, die Matthäus-Passion und das Osanna aus der h-Moll-Messe. Nach neueren Untersuchungen wurde das Stück ursprünglich für einfachen Chor komponiert und später zur Doppelchörigkeit erweitert.
Allerdings fand in der Zeit um den 29. September, den Michaelistag, in Leipzig die Herbstmesse (damals Michaelismesse genannt) statt, so dass beim Gottesdienst in der Thomaskirche an diesem Festtag sicherlich zahlreiche auswärtige Messebesucher anwesend waren und zu einem solchen Anlass eine aufwändige Kantatenaufführung angebracht erschien.
Das Kompositionsprinzip ist das einer Permutationsfuge, bei der innerhalb einer Fuge einzelne Motive auftreten, die beliebig gegeneinander vertauscht und versetzt werden können. Das Hauptmotiv in D-Dur und im 3⁄4-Takt wird zu Beginn im Bass des ersten Chores colla parte mit dem Basso continuo vorgestellt, es umfasst sieben Takte. Sieben ist hier als Zahl der Vollkommenheit zu denken. Bei den Worten „Heil“, „Kraft“, „Reich“ und „Macht“ springt die Melodie jeweils auf die Terz, Quarte, Quinte und Oktave des Anfangstones. So entsteht ein stabiles Gebäude der konsonanten Intervalle. Zum Textabschnitt weil der verworfen ist wird dem ersten Thema ein gegenläufiges in figurierten Achtelbewegungen gegenübergestellt. Es folgen die übrigen Stimmen von Chor I, dann Chor II homophon mit der Umkehrung des Themas, bis nach Instrumenteneinsatz die musikalische Gestalt sich schließlich bis zu einer achtstimmigen Chorfuge mit teilweise obligaten Stimmen der Instrumente steigert.

## Forschungspositionen
Der Bachforscher William H. Scheide äußerte 1982 erstmals die These, dass der Kantatensatz ursprünglich für einen einfachen Chor komponiert wurde und später von einem unbekannten Bearbeiter zu einem doppelchörigen Satz erweitert wurde. 2001 erneuerte Scheide seine These noch einmal.
Reinhold Kubik schuf in der Folge auf Anregung von Helmuth Rilling eine Rekonstruktion für einen einzelnen, fünfstimmigen Chor.
Klaus Hofmann griff Scheides These 1994 auf. Er stimmte ihr im Kern zu, hielt es aber für möglich, dass die Bearbeitung von Bachs eigener Hand stammt. Auch Klaus Stein trug 1999 Argumente zusammen, die für Bachs Autorschaft am Chorsatz sprechen.
Joshua Rifkin bezweifelte im Jahr 2000 die Urheberschaft Johann Sebastian Bachs an diesem Chorstück. Seine Schlussfolgerungen bleiben jedoch in der Musikwissenschaft umstritten.